# Почвена микробиология
Микробиологията на почвата е изследване на микроорганизмите в почвата, техните функции и как влияят върху свойствата на почвата. Смята се, че преди между два и четири милиарда години първите древни бактерии и микроорганизми са се появили в океаните на Земята. Тези бактерии са могли да фиксират азота, с течение на времето те са се размножили и в резултат са отделили кислород в атмосферата. Това е довело до развитието на по-напреднали микроорганизми, които са важни, защото влияят върху структурата и плодородието на почвата. Почвените микроорганизми могат да бъдат класифицирани като бактерии, актиномицети, гъби, водорасли и протозои. Всяка от тези групи има характеристики определящи техните функции в почвата.
Близо 10 милиарда бактериални клетки обитават всеки грам почва във и около корените на растенията, област, известна като ризосфера. През 2011 г. екип откри повече от 33 000 бактериални и археални видове върху корените на захарното цвекло.
Съставът на ризобиома може да се промени бързо в отговор на промените в околната среда.

## Бактерии
Бактериите и археите, най-малките организми в почвата с изключение на вирусите, са прокариоти. Те са най-разпространените микроорганизми в почвата и служат за много важни цели, включително азотна фиксация.
Някои бактерии могат да колонизират минерали в почвата и да повлияване на разграждането на тези минерали. Общият състав на почвата може да определи количеството бактерии, растящи в почвата. Колкото повече минерали се намират в района, толкова по-голямо може да бъде изобилието от бактерии. Тези бактерии също ще образуват агрегати, което подобрява цялостното здраве на почвата.

### Биохимични процеси
Биохимичната гъвкавост е една от най-отличителните характеристики на бактериите. Бактериален род, наречен Pseudomonas, може да метаболизира широк спектър от химикали и торове. За разлика от тях, друг род, известен като Nitrobacter, може да извлича енергията си само чрез превръщане на нитрит в нитрат, което също е известно като окисление. Родът Clostridium е пример за многофункционалност на бактериите, тъй като той, за разлика от повечето видове, може да расте в отсъствието на кислород, като диша анаеробно. Няколко вида Pseudomonas, като Pseudomonas aeruginosa, могат да дишат както аеробно, така и анаеробно, като използват нитрат като краен акцептор на електрони .

### Фиксиране на азот
Азотът често е хранително вещество което най-силно ограничава растежа в почвата и водата. Бактериите са отговорни за процеса на азотна фиксация, който превръща атмосферен азот в азотсъдържащи съединения (като амоняк), които могат да се използват от растенията. Автотрофните бактерии извличат енергията си, като произвеждат собствена храна чрез окисляване, като вида Nitrobacter, вместо да се хранят с растения или други организми. Тези бактерии са отговорни за фиксацията на азота. Количеството автотрофни бактерии е малко в сравнение с хетеротрофните бактерии (обратно на автотрофните бактерии, хетеротрофните бактерии придобиват енергия чрез консумация на растения или други микроорганизми), но са много важни, защото почти всяко растение и организъм се нуждае от азот по някакъв начин.

## Актиномицети
Актиномицетите са почвени микроорганизми. Те са вид бактерии, но споделят някои качества с гъбите, които най-вероятно са резултат от конвергентна еволюция поради общо местообитание и начин на живот.

### Прилики с гъбите
Въпреки че са членове на царството на бактериите, много актиномицети споделят характеристики с гъбите, включително свойства на форма и разклоняване, образуване на спори и производство на вторични метаболити .
- Мицелът се разклонява по начин, подобен на този на гъбите
- Те образуват въздушен мицел, както и конидии.
- Техният растеж в течна култура се случва като отделни бучки или пелети, а не като равномерна мътна суспензия, както при бактериите.

## Гъби
Гъбите са изобилни в почвата, но бактериите са по-изобилни. Гъбите в почвата са важен източник на храна за други по-големи организми и патогени. Те имат полезни симбиотични връзки с растения или други организми и са важни за здравето на почвата. Гъбите могат да бъдат разделени на видове въз основа главно на размера, формата и цвета на техните репродуктивни спори, които се използват за размножаване. Повечето от факторите на околната среда, които влияят върху растежа и разпространението на бактерии и актиномицети, също влияят върху гъбите. Качеството, както и количеството на органичната материя в почвата има пряка връзка с растежа на гъбите, тъй като повечето гъби консумират органична материя за хранене. В сравнение с бактериите, гъбите са относително облагодетелствани от киселинни почви. Гъбите също растат добре в сухи почви, тъй като гъбите са аеробни или зависими от кислорода и колкото по-високо е съдържанието на влага в почвата, толкова по-малко кислород присъства за тях.

## Водорасли
Водораслите могат да произвеждат свои собствени хранителни вещества чрез фотосинтеза. Фотосинтезата преобразува светлинната енергия в химическа енергия, съхранявана като хранителни вещества. За да растат водораслите, те трябва да бъдат изложени на светлина, за това водораслите обикновено се разпределят равномерно навсякъде, където има слънчева светлина и умерена влага. Водораслите не трябва да бъдат директно изложени на слънце, но могат да живеят под повърхността на почвата при еднакви условия на температура и влага. Водораслите също са способни да фиксират азота.

### Видове
Водораслите могат да бъдат разделени на три основни групи: Cиньо-зелени, Зелени и Кремъчни водорасли. Синьо-зелените водорасли съдържат хлорофил, който е молекулата, която абсорбира слънчевата светлина и използва тази енергия, за да произвежда въглехидрати от въглероден диоксид и вода, както и пигменти, които го правят синьо-зелен до виолетов на цвят. Зелените водорасли обикновено имат само хлорофил в тях, което ги прави зелени, а Кремъчните съдържат хлорофил, както и пигменти, които правят водораслите кафяви на цвят.

## Протозои
Протозоите са еукариотни организми, които са едни от първите микроорганизми размножаващи се по полов път. Това е значителна еволюционна стъпка от копирането на спори, от което зависят много други почвени микроорганизми. Протозоите могат да бъдат разделени на три категории: камшичести, амеби и ресничести.

### Камшичести
Камшичестите са най-малките членове на групата протозои и могат да бъдат разделени допълнително въз основа на това дали могат да фотосинтезират. Не-съдържащите хлорофил камшичести протозои не са способни на фотосинтеза, тъй като хлорофилът е зеленият пигмент, който абсорбира слънчевата светлина. Тези флагелати се намират предимно в почвата. Камшичестите протозои, които съдържат хлорофил, обикновено се срещат във водни условия. Камшичестите протозои могат да бъдат разграничени по техните камшичета, които са тяхното средство за движение. Някои имат няколко камшичета, докато други видове имат само един, който прилича на дълъг клон или придатък.

### Амеби
Амебите са по-големи от флагелатите и се движат по различен начин. Амебите могат да бъдат разграничени от другите протозои по техните подобни на охлюв свойства и псевдоподии. Псевдоподиумът или „фалшивото стъпало“ е временно изпъкналост от тялото на амебата, което помага да я издърпате по повърхности за движение или помага да издърпате храна. Амебата няма постоянни придатъци и псевдоподиумът има по-слузеста консистенция от камшичето.

### Ресничести
Ресничестите са най-големите от групата на протозоите и се движат с помощта на къси, многобройни реснички, които произвеждат биещи движения. Ресничките приличат на малки къси косми. Те могат да се движат в различни посоки, за да придвижат организма, като му придават повече подвижност от флагелатите или амебите.

## Регулиране на състава
Растителните хормони, салициловата киселина, жасмоновата киселина и етиленът са ключови регулатори на вродения имунитет в листата на растенията. Мутантите, увредени в синтеза на салицилова киселина и сигнализирането, са свръхчувствителни към микроби, които колонизират растението гостоприемник, за да получат хранителни вещества, докато мутанти, увредени в синтеза и сигнализирането на жасмонова киселина и етилен, са свръхчувствителни към тревопасни насекоми и микроби, които убиват клетките гостоприемници, за да извлекат хранителни вещества. Предизвикателството да се модулира общност от различни микроби в корените на растенията е по-ангажиращо от това да се изчистят няколко патогена от вътрешността на листата на растението. Следователно, регулирането на състава на кореновата микробиома може да изисква имунни механизми, различни от тези, които контролират листните микроби.
Проучване от 2015 г. анализира група от хормонални мутанти на Arabidopsis, нарушени в синтеза или сигнализирането на индивидуални или комбинации от растителни хормони, микробната общност в почвата в съседство с корена и в бактериите, живеещи в кореновата тъкан. Промените в сигнализирането на салицилова киселина стимулират възпроизводима промяна в относителното изобилие на бактериалните видове в ендофитното отделение. Тези промени са последователни в много семейства в рамките на засегнатата група, което показва, че салициловата киселина може да бъде ключов регулатор на структурата на микробиомната общност.
Класическите защитни хормони на растенията също функционират в растежа на растенията, метаболизма и реакциите на абиотичен стрес, прикривайки точния механизъм, чрез който салициловата киселина регулира този микробиом.
По време на опитомяването на растенията хората подбират растения със силни черти, но не се обръща внимание на растителните асоциации с полезния микробиом. Дори незначителни промени в изобилието на определени бактерии могат да имат голям ефект върху защитата и физиологията на растенията, само с минимални ефекти върху цялостната структура на микробиома.

## Биохимична активност
Повечето почвени ензими се произвеждат от бактерии, гъби и корените на растенията. Тяхната биохимична активност е фактор както за стабилизиране, така и за деградация на структурата на почвата. Ензимната активност е по-висока в парцели, които се торят с оборски тор в сравнение с неорганични торове. Микрофлората на ризосферата може да увеличи активността на ензимите там.

## Приложения

### Селско стопанство
Микробите могат да произвеждат хранителни вещества и минерали в почвата достъпни за растенията, да произвеждат хормони, които стимулират растежа, да стимулират имунната система на растенията и да предизвикат или потискат реакциите на стрес. Като цяло по-разнообразният почвен микробиом води до по-малко болести по растенията и по-висок добив.
Земеделието може да унищожи ризиобиома на почвата (микробна екосистема) чрез подобрители в почвата като торове и пестициди, без да компенсира техните ефекти. За разлика от това, здравата почва може да повиши плодородието по много начини, включително доставяне на хранителни вещества като азот и защита срещу вредители и болести, като същевременно намалява нуждата от вода и други суровини. Някои подходи могат дори да позволят селско стопанство в почви, които никога не са били считани за жизнеспособни.
Групата бактерии, наречена ризобия, живее в корените на бобовите растения и фиксира азота от въздуха в биологично полезна форма.
Микоризите или кореновите гъби образуват гъста мрежа от тънки нишки, които достигат далеч в почвата, действайки като продължение на корените на растенията, върху или в които живеят. Тези гъби улесняват усвояването на вода и широк спектър от хранителни вещества.
До 30% от въглерода, фиксиран от растенията, се отделя от корените като така наречените ексудати – включително захари, аминокиселини, флавоноиди, алифатни киселини и мастни киселини – които привличат и хранят полезни микробни видове, а в същото време отблъскват и убиват вредните.

#### Търговска дейност
Почти всички регистрирани микроби са биопестициди, произвеждащи около 1 милиард долара годишно, по-малко от 1% от пазара на химически добавки, оценен на 110 милиарда долара. Някои микроби се предлагат на пазара от десетилетия, като напр Триходермия гъби, които потискат други, патогенни гъби. Друг пример е убиецът на гъсениците Bacillus thuringiensis . Serenade е биопестицид, съдържащ a Bacillus subtilis щам, който има противогъбични и антибактериални свойства и насърчава растежа на растенията. Може да се прилага в течна форма върху растения и почва за борба с редица патогени. Намира употреба както в конвенционалното, така и в органичното земеделие.
Агрохимически компании като Байер започнаха да инвестират в технологията. През 2012 г. Bayer купи AgraQuest за 425 милиона долара. Неговият годишен бюджет за научни изследвания от 10 милиона евро финансира полеви тестове на десетки нови гъби и бактерии, които да заменят химически пестициди или да служат като биостимулатори за насърчаване на здравето и растежа на културите. Novozymes, компания, разработваща микробни торове и пестициди, сключи съюз с Monsanto. Novozymes инвестира в биотор, съдържащ почвената гъба Penicillium bilaiae и биоинсектицид, който съдържа гъбата Metarhizium anisopliae. През 2014 г. Syngenta и BASF придобиват компании, разработващи микробни продукти, както и Dupont през 2015 г.
Проучване от 2007 г. показва, че сложна симбиоза с гъби и вируси прави възможно тревата, т.нар. Dichanthelium lanuginosum да вирее в геотермални почви в Националния парк Йелоустоун, където температурите достигат 60 °C (140 °F) . Въведени на американския пазар през 2014 г. за царевица и ориз, те предизвикват адаптивен стресов отговор.
Както в САЩ, така и в Европа компаниите трябва да предоставят на регулаторните органи доказателства, че както отделните щамове, така и продуктът като цяло са безопасни, което кара много съществуващи продукти да се етикетират като „биостимуланти“ вместо „ биопестициди “.
При избора на бактерия за контрол на болестта трябва да се имат предвид и нейните други ефекти. Някои потискащи бактерии извършват обратното на фиксирането на азот, което прави азота недостъпен. Stevens и др. 1998 установяват, че бактериалната денитрификация и дисимилаторната нитратна редукция до амоний се случват особено при високо pH.

#### Вредни микроби
Гъбоподобен едноклетъчен организъм, наречен Phytophthora infestans, отговорна за картофената мана и други болести по културите, е причинявала глад през цялата история. Други гъбички и бактерии причиняват разпадане на корените и листата.
Много щамове, които изглеждат обещаващи в лабораторията, често не успяват да се окажат ефективни на полето, поради въздействието върху почвата, климата и екосистемите, което кара компаниите да пропускат лабораторната фаза и да наблягат на полеви тестове.

#### Избледняване
Популациите от полезни микроби могат да намалеят с времето. Серенадата стимулира високо начален B. subtilis плътност, но нивата намаляват, защото на бактериите липсва защитима ниша. Един от начините за компенсиране е използването на множество съвместни щамове.
Торовете изчерпват почвата от органични вещества и микроелементи, причиняват засоляване и потискат микоризите; те също могат да превърнат симбиотичните бактерии в конкуренти.

#### Пилотен проект
Пилотен проект в Европа използва плуг за леко разораване и набраздяване на почвата. Засадени са овес и фий, които привличат азотфиксиращи бактерии. Засадени са също малки маслинови дървета, за да увеличат микробното разнообразие. Ненапоявано поле от 100 хектара е разделено на три зони, едната третирана с химически торове и пестициди, а другите две с различни количества органичен биотор, състоящ се от ферментирали остатъци от грозде и различни бактерии и гъбички, заедно с четири вида спори от микориза.
Културите, които са получили най-много органични торове, са достигнали почти два пъти височината на тези в зона А и са били на сантиметри по-високи от зона С. Добивът на тази секция е равен на този на напояваните култури, докато добивът на конвенционалната техника е незначителен. Микоризата е проникнала в скалата чрез отделяне на киселини, позволявайки на корените на растенията да достигнат почти 2 метра в скалистата почва и да достигнат до подземните води.